# 海德堡大学枪击案
2022年1月24日，一名18岁的男学生携带一支雙管霰彈槍和一支杠杆式步枪进入德国国名巴登-符腾堡海德堡大学的一个演讲厅，並用长管枪械向人群开火。他打伤了四个人，其中一名妇女后来因伤势过重而死亡 。枪手随后逃离了现场，后来被发现自殺身亡。这名枪手的作案动机暫并不清楚。